# ペン習字
ペン習字（ペンしゅうじ）とは、硬筆書写の一種。ペン字とも呼ばれる。カルチャースクールでは定番の習い事である。自由な時間に学ぶ事のできる通信教育も多数開講されている。1966年に日本で最初の「ボールペン習字」講座を開講して指導を行ったのがはじまり。

## 概要
毛筆による習字・書道で求められる芸術性を排し、可読性が高く実用的な字が書けるようにすることを目的としている。日常生活で使われる筆記具を用いて日常生活で書かれる文章（自分の名前、住所、手紙文など）を練習する事が特徴である。
初めは楷書体を中心に練習をするが、流麗なイメージを与える行書体、両者の中間であり多くの人が日常書いている字に近い楷行体も練習する。実用に即した学習内容として、封筒やはがきの表書きの仕方や手紙の定型文（時候の挨拶など）も学ぶ。
文字単体を美しく書くことよりも、書きあがった文章などの全体としてバランスよく、読みやすく、綺麗に見えることが重要視される。例えば同じ平仮名でも縦書き・横書きの別や前後の文字との兼ね合いによって微妙に大きさや字間を変えて書いたりすることが求められる。

## 歴史
日本の長い歴史上で使用され続けてきた筆記具は毛筆であったが、明治になって硬筆のペン類、つけペンや万年筆などが使用されるようになった。
日本人がボールペンと接触したのは、第二次大戦後に占領軍の米軍兵士が持ち込んだことがきっかけである。その後、1950年代に国産化が進む。ボールペンは使用が簡便であったがために急速に普及していった。
当時は日本における文字上達での字習いは、書く度ごとにインキをつける「つけペン習字」であったが、東京教育学院ではこれからの筆記具の主力はボールペンであると考え、1966年に書法院を創設し、日本で最初の「ボールペン習字」講座を開講して指導を行った。 この指導講座における内容は、美しい実用的な文字の習得から、楷書・行書・草書、そして古典での名筆鑑賞とその臨書まで、書芸術にも接するような指導も行っている。この指導方法がその後の通信教育の原型とも言われ、他のペン習字の手本の原型とも言われている。

## 使用される筆記具
- つけペン
- 万年筆
- ボールペン
- サインペン

かつてはつけペンが用いられていたが、現代では入手しにくく利用に手間がかかるため、入手しやすくインクの補充が楽な万年筆で代用したり、より日常に即した学習としてボールペンを利用するボールペン字が主流になっている。